# ولادیمیر وارطانیان (دولتمرد)
ولادیمیر داویتی وارطانیان (ارمنی: Վլադիմիր Դավիթի Վարդանյան؛ زادهٔ ۲۶ اوت ۱۹۷۹) یک سیاستمدار اهل ارمنستان است که از تاریخ ۲۰۱۹ تا کنون سمت نمایندگی دوره‌های هفتم و هشتم مجلس ملی جمهوری ارمنستان را برعهده داشت.

## زندگی‌نامه
وی در ۲۶ اوت ۱۹۷۹ در ایروان به دنیا آمد و از دانشگاه دولتی ایروان فارغ‌التحصیل شد.   وی در در سن سالگی در درگذشت